# Museo de Historia Natural de Brunswick

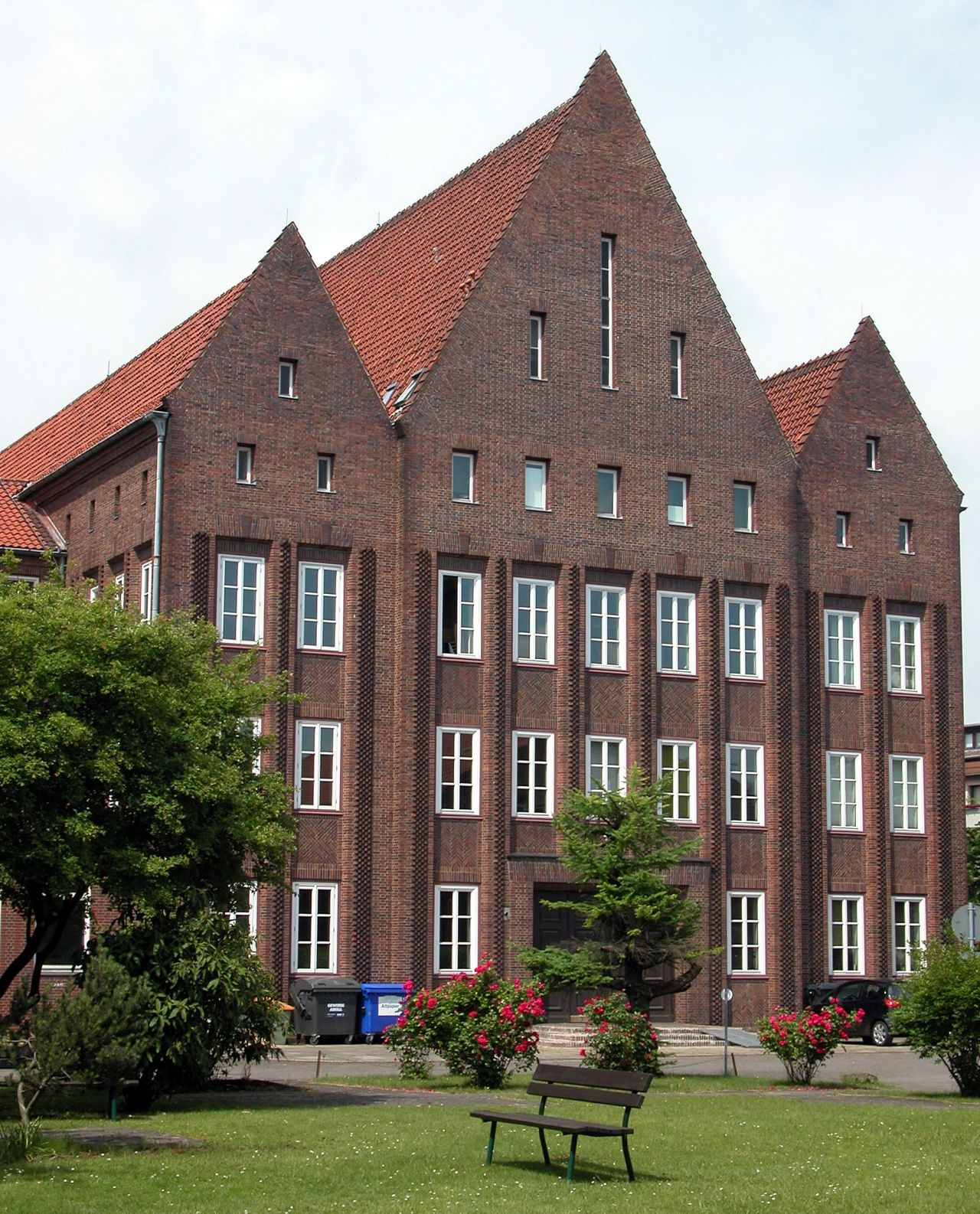
Entrada posterior del Museo de Historia Natural de Brunswick.

El Museo de Historia Natural de Brunswick (al: Staatlichen Naturhistorischen Museum Braunschweig) es un museo nacional alemán de historia natural general y zoología ubicado en la ciudad de Brunswick. 

## Características
El museo fue abierto en 1754. Desde 1937 hasta la actualidad el museo se asienta en un edificio de ladrillo originalmente construido como campus universitario. Debido a que este edificio fue uno de los pocos de su tipo que quedó intacto luego de la Segunda Guerra Mundial, se destinó con este propósito para que las actividades del museo pudieran reanudarse rápidamente y se pudieran alojar y proteger las valiosas piezas de la colección original.
Los diferentes ambientes del museo constan de un hall en el que se exhiben las piezas más importantes del museo, varias exposiciones permanentes de animales disecados, el acuario y la sala de Diorama la cual consta de montajes de diversos animales en sus hábitats naturales. 
El museo cuenta con colecciones científicas y de exhibición, siendo la primera substancialmente más grande, contando con la siguiente distribución de especímenes según su tipo. 
| TIPO                                              | CANTIDAD DE ESPECÍMENES | PIEZAS DESTACADAS           |
| ------------------------------------------------- | ----------------------- | --------------------------- |
| Mamíferos                                         | 3000                    | -                           |
| Aves                                              | 50000                   | -                           |
| Huevos de Aves                                    | 10300                   | -                           |
| Cabezas, esqueletos y partes de diversos animales | 4000                    | -                           |
| Cornamentas y Gehörne                             | 500                     | -                           |
| Peces, Anfibios y Reptiles                        | 1000                    | -                           |
| Mariposas                                         | 80000                   | -                           |
| Escarabajos                                       | 85000                   | -                           |
| Conchas marinas y Caracoles                       | 100000                  | -                           |
| Fósiles                                           | 5000                    | Spinophorosaurus nigerensis |